# Can Roca de Dalt
Can Roca de Dalt és una obra del municipi de Castelldefels (Baix Llobregat) inclosa en l'Inventari del Patrimoni Arquitectònic de Catalunya.

## Descripció
Masia de planta basilical formada per planta baixa, un pis i golfes, que ha sofert, al llarg del temps, afegits d'estructura vertical a banda i banda del cos principal, motiu pel qual es va pujar el nivell del ràfec de la coberta. La porta principal és d'arc rebaixat i està coronada per un balcó típicament setcentista amb baranes de ferro forjat i per sota ceràmica. El vestíbul és cobert per una volta rebaixada, les estances de la planta baixa amb voltes de mocador i les del pis tenen embigat de fusta. La façana té esgrafiats, salmó i blanc, destacant un rellotge de sol, que es repeteix a la façana lateral amb el lema: "Bada, badoc que sense sol no fa bon jock" i la data 1792.

## Història
Al medalló de la façana consta l'any 1792 com a data de construcció. L'any 1988 era el seu propietari Jesús Velasco Merino que la va anar restaurant. L'any 2000 semblava deshabitada.